# Śmiłowice (Czechy)
Śmiłowice (cz. Smiloviceⓘ, niem. Smilowitz) – wieś gminna w kraju morawsko-śląskim, w powiecie Frydek-Mistek w Czechach. 
Położona jest w historycznych granicach Śląska Cieszyńskiego nad rzeką Ropiczanką. Na północy sąsiaduje z Trzycieżem i Ropicą, na wschodzie z Trzyńcem, na południu z Rzeką, na zachodzie z Ligotką Kameralną a na północnym zachodzie z Gnojnikiem.

## Podział administracyjny
Gmina Śmiłowice składa się z dwóch gmin katastralnych:
- Śmiłowice koło Trzyńca (cz. Smilovice u Třince) – położona w zachodniej części, ma powierzchnię 585,46 ha[2] (74,7% obszaru całej gminy).
- Rakowiec (cz. Rakovec) – położona we wschodniej części, ma powierzchnię 199,16 ha[3] (25,3% obszaru gminy).

## Ludność
W latach 1869–2001:
| Rok             | 1869 | 1880 | 1890 | 1900 | 1910 | 1921 | 1930 | 1950 | 1961 | 1970 | 1980 | 1991 | 2001 |
| --------------- | ---- | ---- | ---- | ---- | ---- | ---- | ---- | ---- | ---- | ---- | ---- | ---- | ---- |
| Liczba ludności | 733  | 684  | 645  | 628  | 651  | 701  | 792  | 712  | 729  | 681  | 644  | 569  | 581  |

Według czeskiego spisu z 2001 w Śmiłowicach w 149 ze 186 domów w gminie Śmiłowice mieszkało 581 osób, z czego 397 (68,3%) było narodowości czeskiej, 153 (26,3%) polskiej, 6 (1%) morawskiej, 6 (1%) słowackiej, 5 (0,9%) śląskiej i 1 (0,2%) niemieckiej. Osoby wierzące stanowiły 75,4% populacji (438 os.), z czego katolicy 28,8%, 126 osób.
W Śmiłowicach zamieszkuje liczna polska mniejszość (26,4% wedle Spisu Powszedniego z 2001 r.). Na skutek wyborów do siedmioosobowej Rady Gminy w 2006 r. radnymi zostało sześciu Polaków (Paweł Szalbut, Jan Ondraczka, Władysław Niemczyk, Tomasz Kubala, Marian Bujok i Gustaw Chwistek). Urodzili się tutaj m.in. były polski premier, przewodniczący Parlamentu Europejskiego Jerzy Buzek (1940 r.), a także Stanisław Piętak (1946 r.) zwierzchnik Śląskiego Kościoła Ewangelicko Augsburskiego Wyznania. W gminie działa Polski Związek Kulturalno-Oświatowy (czes. Polský kulturně-osvětový svaz).

## Historia
Pierwsza wzmianka pochodzi z 1460. Pod koniec średniowiecza wieś pozostawała własnością książęcą, a z 3 miejscowych stawów komora książęca otrzymywał 50 florenów. Jako osobna jednostka administracyjna funkcjonuje od 1850 roku.
Według austriackiego spisu ludności z 1900 w 111 budynkach w Śmiłowicach (w tym w 23 Rakowcu) na obszarze 789 hektarów (w tym 189 w Rakowcu) mieszkało 628 osób (w tym 136 w Rakowcu), co dawało gęstość zaludnienia równą 79,6 os./km². z tego 96 (15,3%) mieszkańców było katolikami (43, tj. 31,6% w Rakowcu), 524 (83,4%) ewangelikami (93, tj. 68,4% w Rakowcu) a 8 (1,3%) wyznawcami judaizmu (wszyscy w Śmiłowicach), 615 (97,9%) było polsko-, 6 (1%) niemiecko- a 2 (0,3%) czeskojęzycznymi. Do 1910 roku liczba budynków wzrosła do 114 a mieszkańców do 651.
20 lipca 1920 r. Rada Ambasadorów w Spa przekazała Śmiłowice Czechosłowacji. Wraz z pozostałymi miejscowościami Zaolzia dnia 2 X 1938 r. zostały przyłączone do Polski. W wyniku niemieckiej agresji 1 września 1939 r. znalazły się pod hitlerowską okupacją do maja 1945 r. Po II wojnie światowej na powrót w granicach Czechosłowacji.

## Galeria

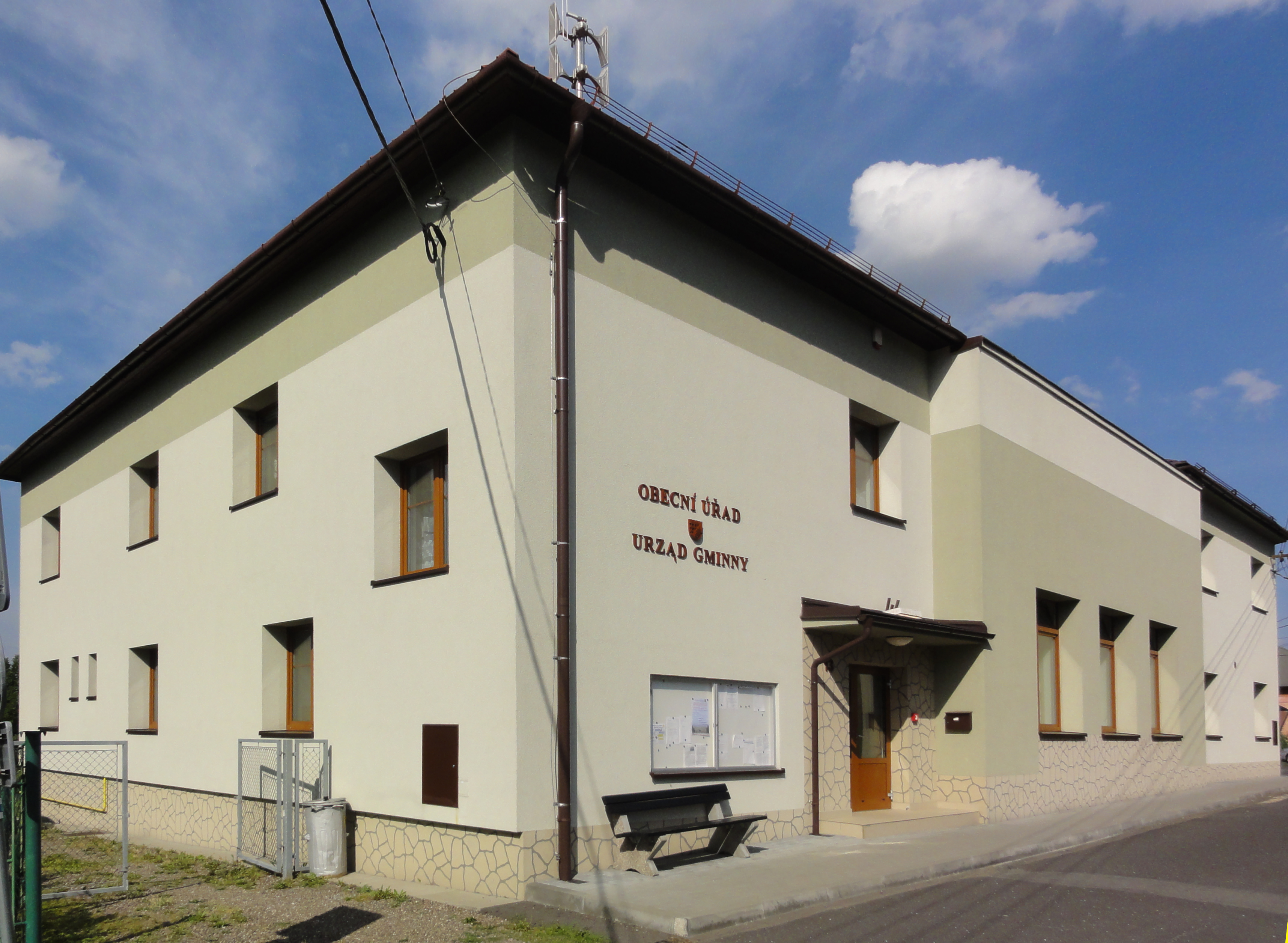
Urząd gminny
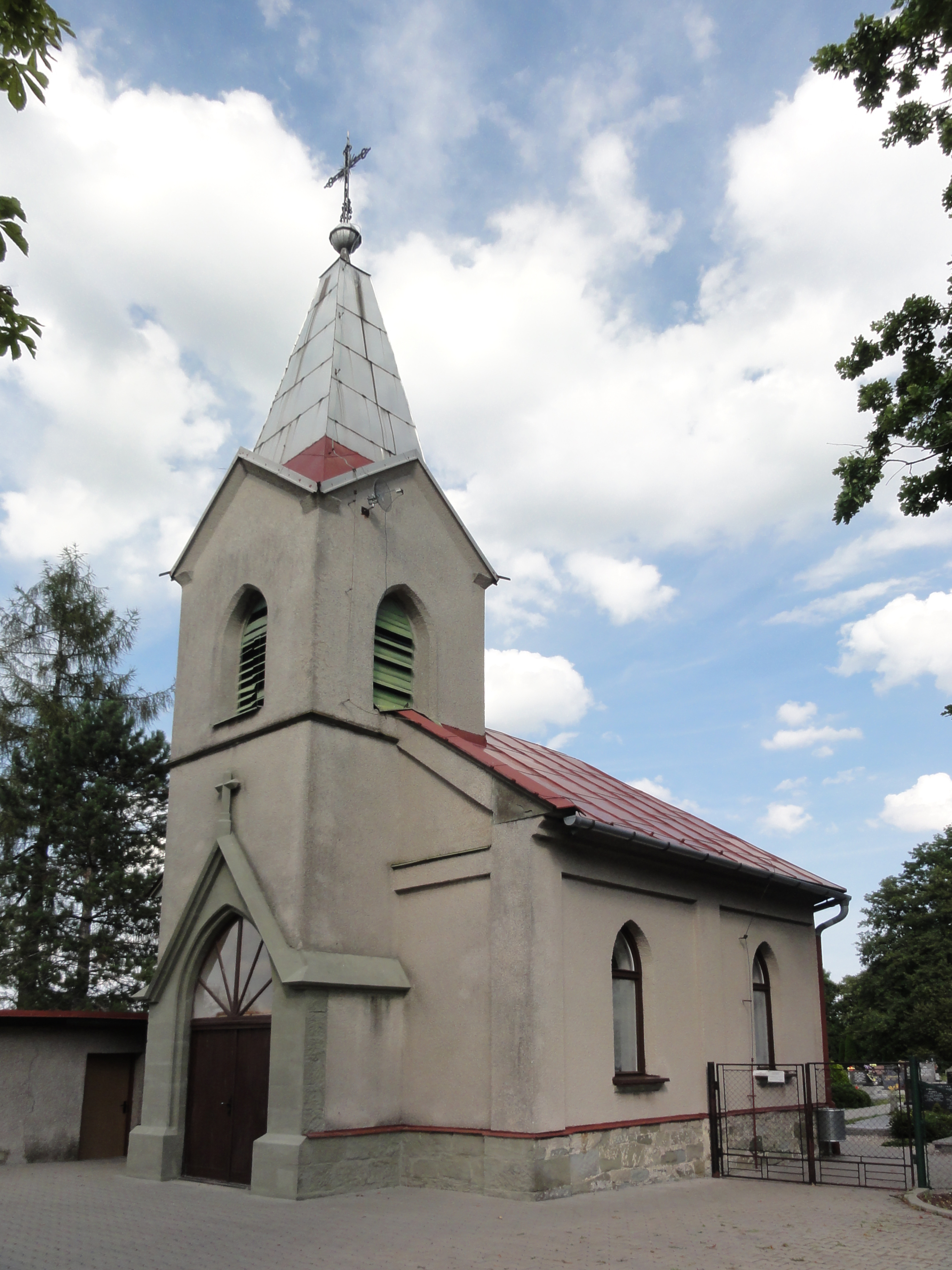
Ewangelicka kaplica cmentarna
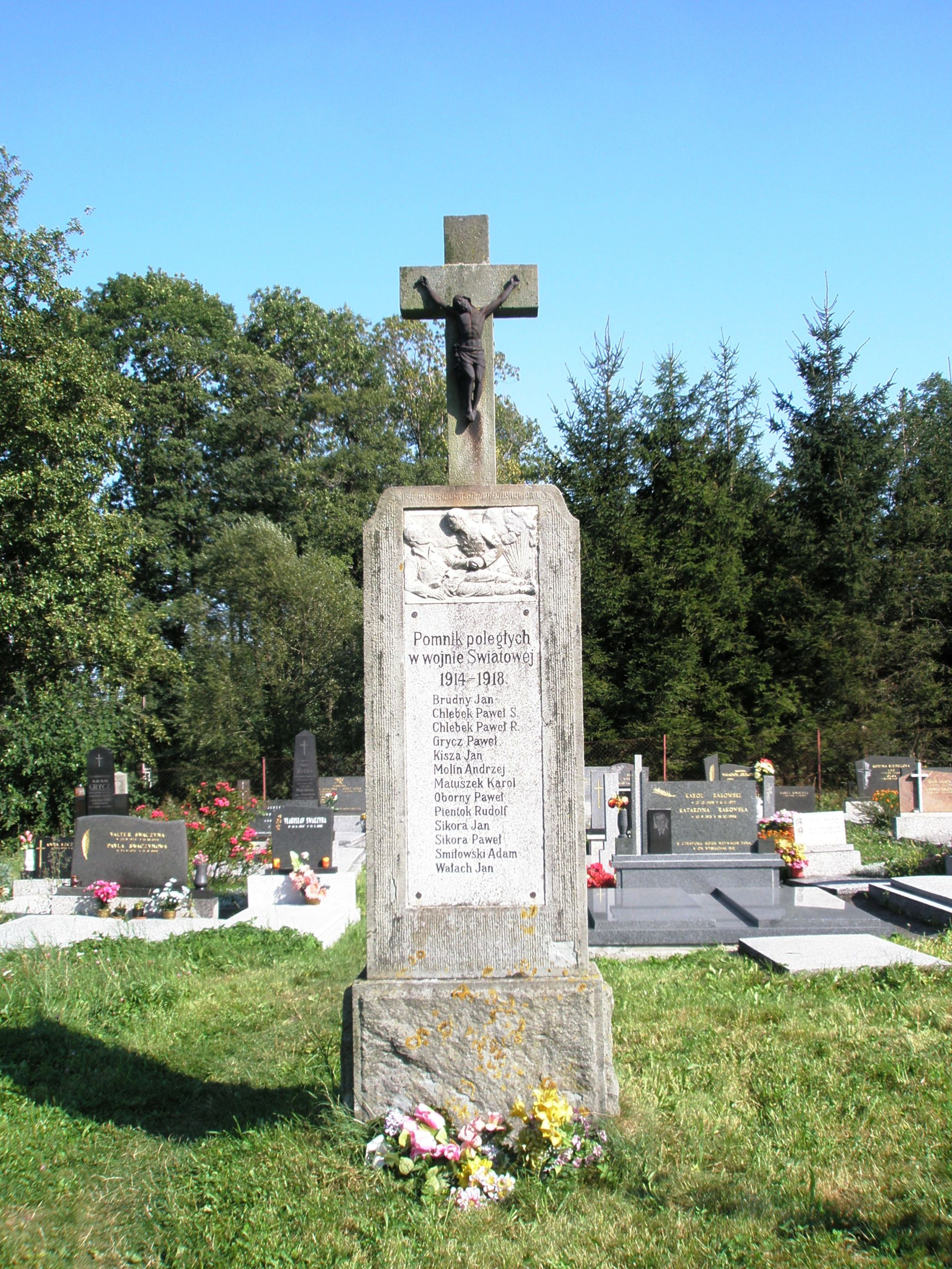
Pomnik ofiarom I wojny światowej (były cmentarz ewangelicki)
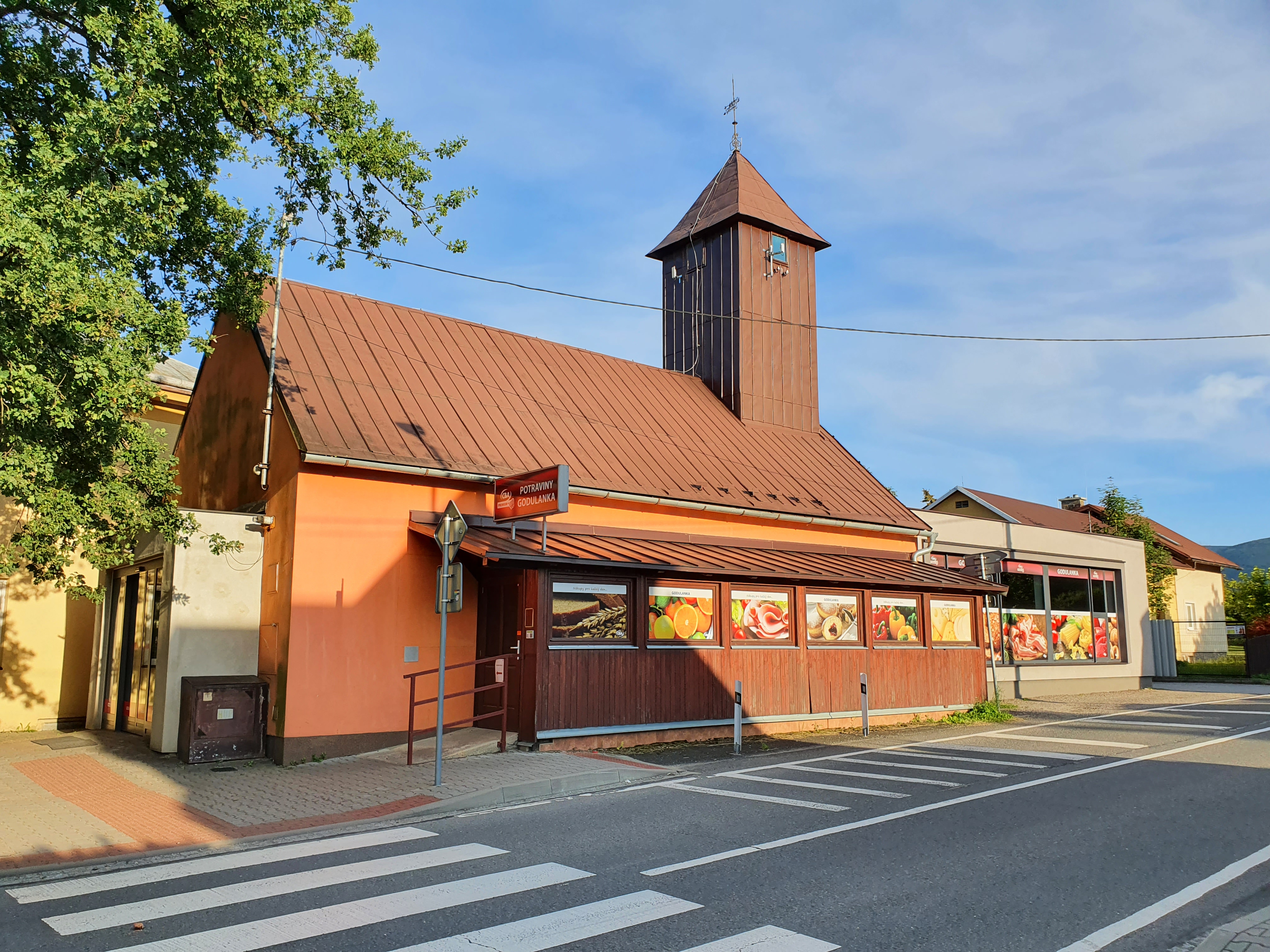
Sklep Godulanka
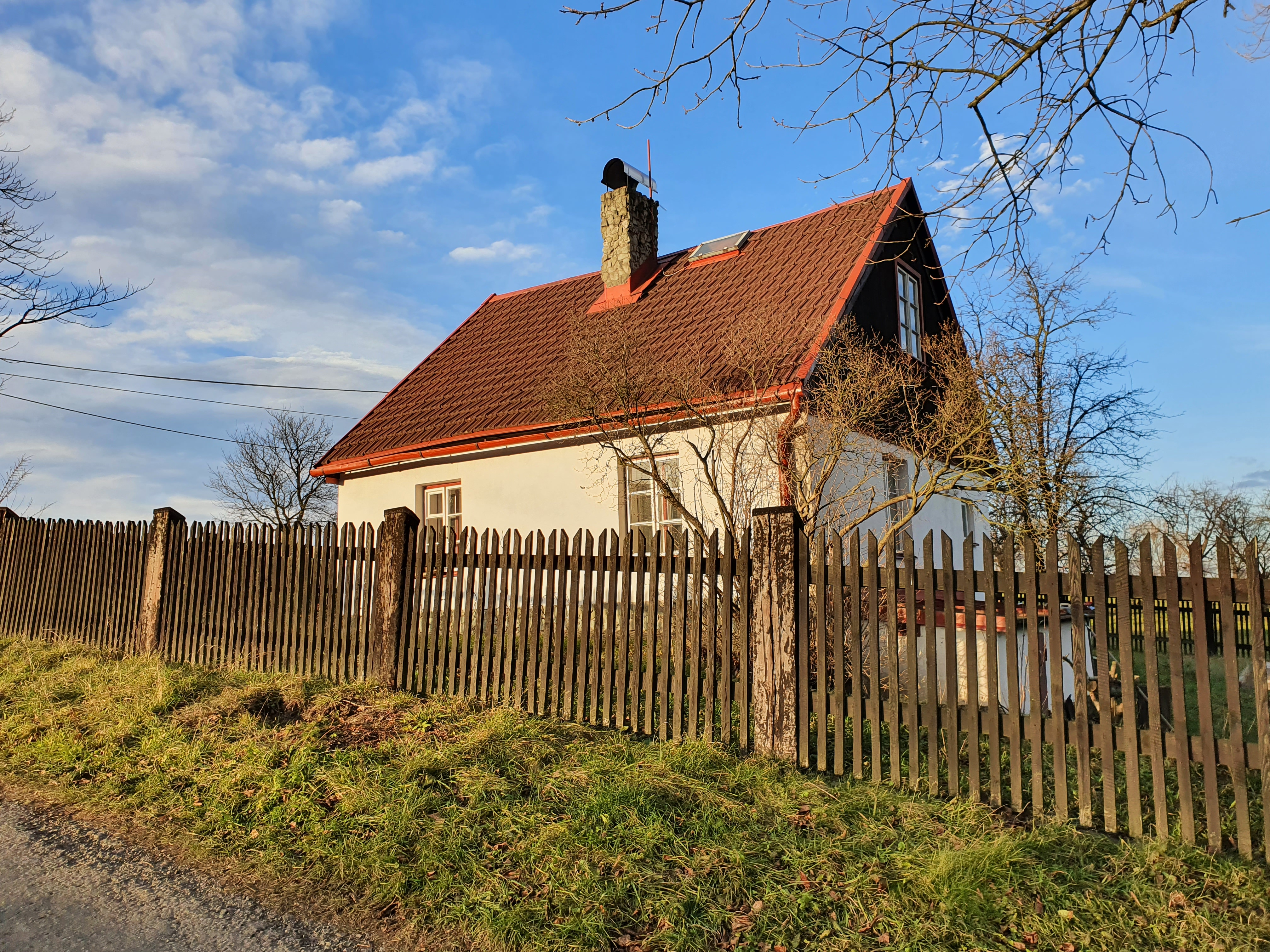
Dom mieszkalny
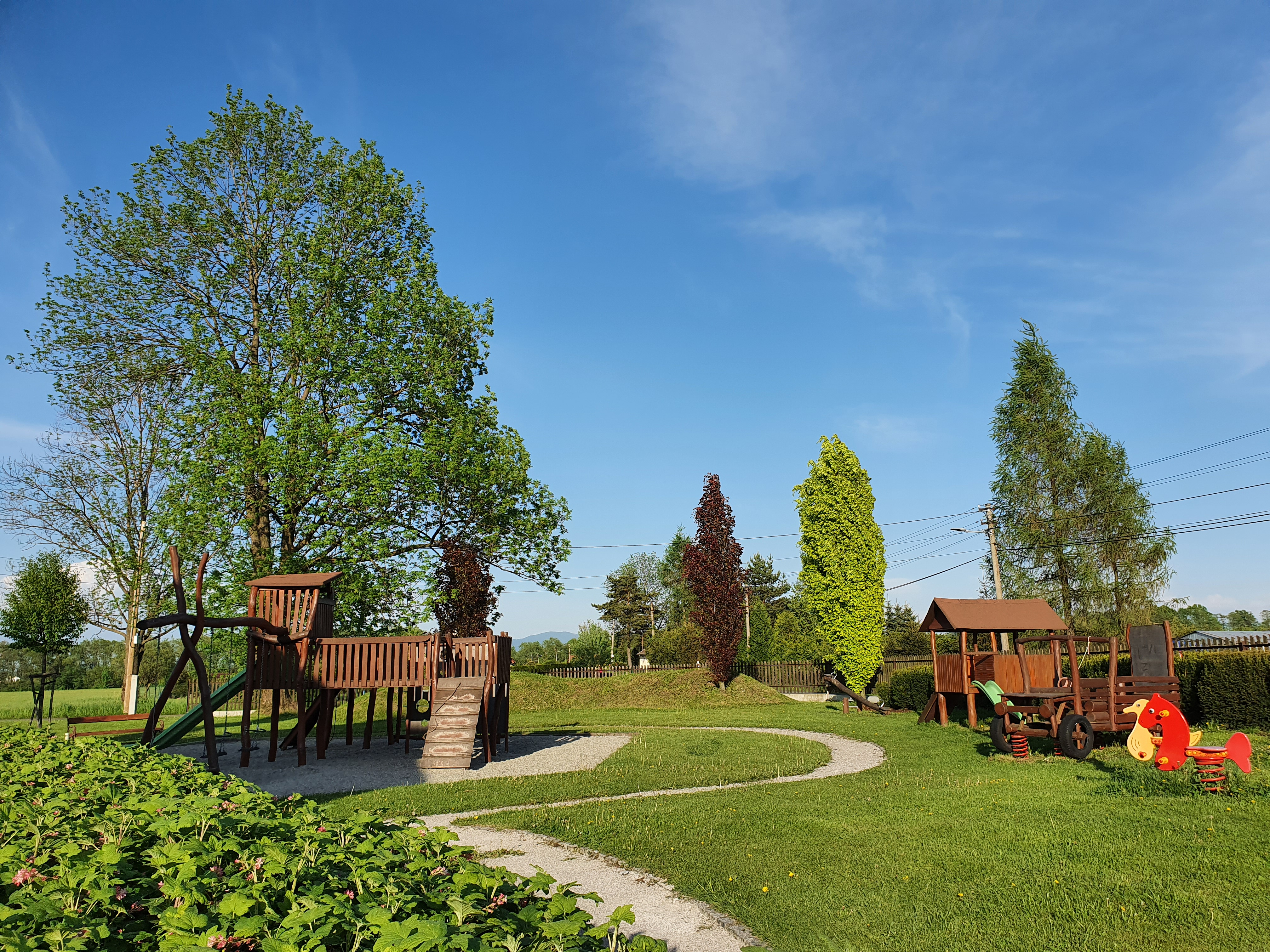
Plac zabaw koło ośrodka Karmel
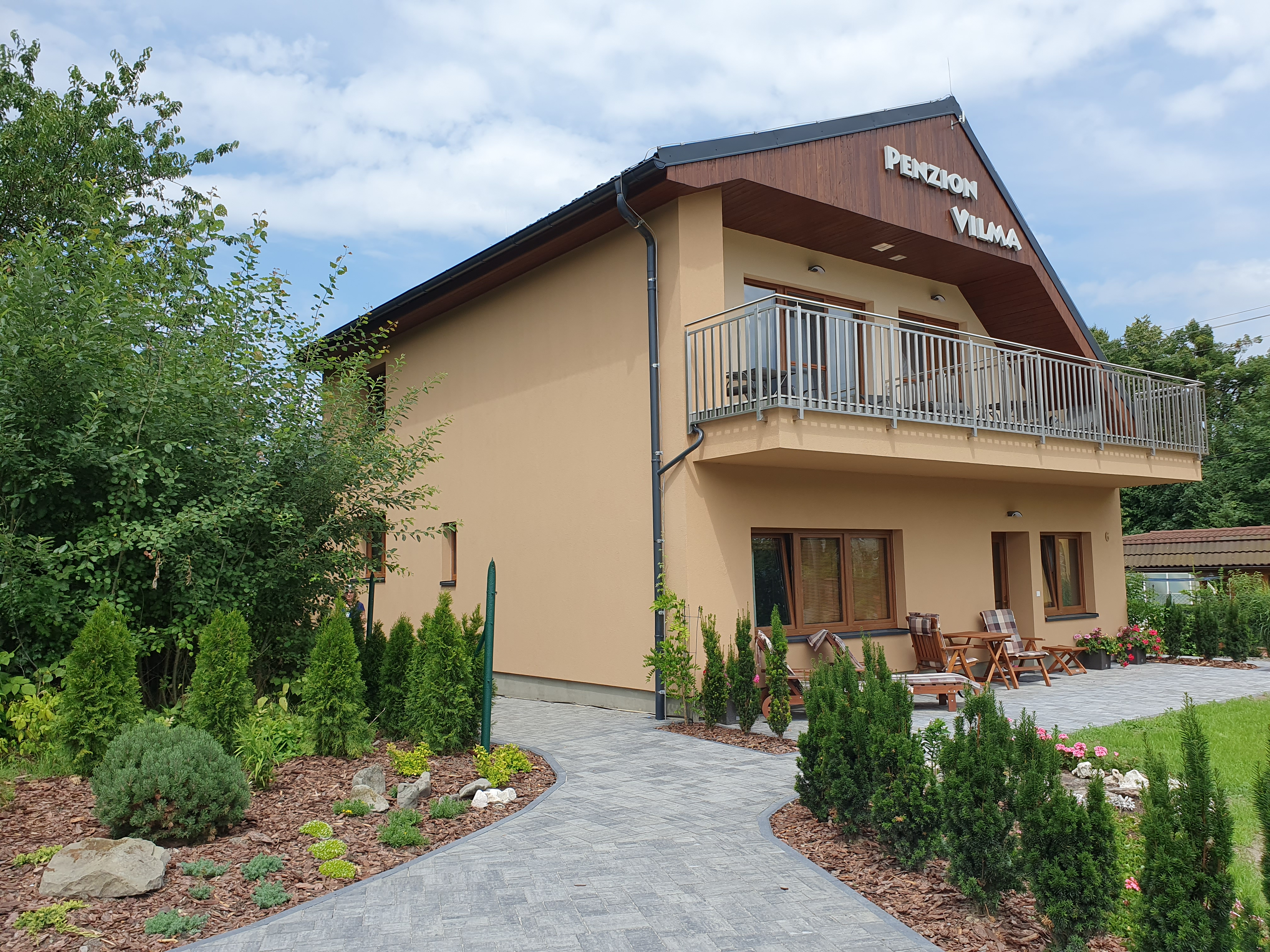
Dom Gościnny Vilma